# Голкохвіст еквадорський
Голкохвіст еквадорський (Chaetura egregia) — вид птахів родини серпокрильцевих (Apodidae). Поширений в Південній Америці.

## Поширення
Вид поширений в Еквадорі, Перу, Болівії та на заході Бразилії. Мешкає в основному в низинних тропічних вічнозелених лісах, але також зустрічається на відкритих ландшафтах і в міських районах.

## Опис
Голкохвіст еквадорський має довжину близько 10,5 см і важить приблизно 23 г. Він має виступаючу голову, короткий квадратний хвіст і крила, які випирають посередині та дещо закручені на кінцях. Статі однакові. Верхня частина тіла чорна з бронзовим блиском і білуватим горбком і надхвістям. Нижня частина переважно темна, з блідим горлом і чорнуватим підхвістям.